# 무당벌레속
무당벌레속(Harmonia)은 무당벌레과에 딸린 한 속이다. 이 속의 성충과 유충은 모두 진딧물의 게걸스러운 천적으로, 무당벌레와 같은 종은 생물적 방제에 쓰여 유럽과 북미에 도입되기도 했다.
빨간색에 검은 점, 검은색에 빨간 점, 점 2개, 점 4개, 온통 빨간색 등 색깔의 변이가 매우 다양하다.

## 일부 종
- 무당벌레 (Harmonia axyridis)
- 순안무당벌레 (Harmonia quadripunctata)
- 소나무무당벌레 (Harmonia yedoensis)
- Harmonia conformis